# Pristimantis loujosti
Espèce
Pristimantis loujosti est une espèce d'amphibiens de la famille des Craugastoridae.

## Répartition
Cette espèce est endémique de la province de Tungurahua en Équateur. Elle se rencontre à 2 800 m d'altitude.

## Étymologie
Cette espèce est nommée en l'honneur de Lou Jost.

## Publication originale
- Yánez-Muñoz, Cisneros-Heredia & Reyes, 2010 : Una nueva especie de rana terrestre Pristimantis (Anura: Terrarana: Strabomantidae) de la cuenca alta del Río Pastaza, Ecuador. Avances en Ciencias e Ingenierías, vol. 2, no 3, p. 28-32 (« texte intégral »(Archive.org • Wikiwix • Archive.is • Google • Que faire ?)).